# Chthonius bolivari
Chthonius bolivari är en spindeldjursart som beskrevs av Beier 1930. Chthonius bolivari ingår i släktet Chthonius och familjen käkklokrypare. Inga underarter finns listade i Catalogue of Life.